# 戦極 Soul of Fight
戦極 Soul of Fight（せんごく ソウル オブ ファイト）は、日本の総合格闘技団体「SRC」の大会の一つ。2010年12月30日、東京都江東区の有明コロシアムで開催された。

## 大会概要
主催はワールドビクトリーロードと日本レスリング協会で、K-1・DREAMを主催するFEGの協力も受けた。総合物流会社のセンコーが冠スポンサーに就き、「センコー presents 戦極 Soul of Fight」として開催。
前半15試合は立ち技や着衣、女子の試合を組み、後半13試合はSRCルールの「SRC16」を始めSRC vs. DREAM交流戦、その他スペシャルマッチを盛り込んだバラエティ豊かな興行となった。
SRCとしては初の年末大型興行となるが、「Dynamite!! 〜勇気のチカラ2010〜」とのバッティングとなる大晦日を避けて30日の開催とした。
翌年にSRCが活動を停止したため、本大会がSRCの最終興行となった。

## 試合結果
第1試合 SRCジャケットルール ライト級 5分1R
○  山田崇太郎 vs.  キム・イサク ×
1R 1:40 TKO（レフェリーストップ：パウンド）
第2試合 SRCジャケットルール 59kg契約 5分1R
○  清水清隆 vs.  杉田一朗 ×
1R終了 判定2-1（10-9、9-10、10-9）
第3試合 SRCジャケットルール ライト級 5分1R
○  坂口征夫 vs.  ジョン・ジンソ ×
1R終了 判定3-0
第4試合 戦極キックボクシングルール ライト級（61.23kg契約） 3分2R
△  田中雄士 vs.  池上大将 △
2R終了 判定1-0
第5試合 戦極キックボクシングルール 70kg契約 3分3R
○  池井佑丞 vs.  松倉信太郎 ×
2R 0:48 KO（左膝蹴り）
第6試合 戦極キックボクシングルール 70kg契約 3分3R
△  山内佑太郎 vs.  横山剛 △
3R終了 判定1-1（30-29、29-30、29-29）
第7試合 戦極ムエタイルール 52kg契約 3分5R
○  藤原あらし vs.  江幡睦 ×
5R終了 判定3-0（50-47、49-47、50-47）
第8試合 戦極ムエタイルール ライト級（61.23kg契約） 3分5R
○  カノンスック・ウィラサクレック vs.  山本元気 ×
5R終了 判定3-0（50-48、50-47、49-47）
第9試合 戦極ムエタイルール 73kg契約 3分3R
△  宮本武勇志 vs.  小又大貴 △
3R終了 判定1-0（29-28、29-29、29-29）
第10試合 戦極キックボクシングルール ヘビー級（86.18kg超） 3分3R
○  小澤和樹 vs.  イ・チャンソブ ×
1R 2:55 KO（パンチ連打）
第11試合 戦極ムエタイルール ヘビー級（86.18kg超） 3分3R
○  ファビアーノ・サイクロン vs.  アンドリュー・ペック ×
2R 2:08 TKO（ドクターストップ：カット）
第12試合 戦極ムエタイルール ミニフライ級（47.62kg契約） 2分5R
○  神村エリカ vs.  ちはる ×
2R 0:38 TKO（ドクターストップ：カット）
第13試合 SRCレディースルール 48.0kg契約ワンマッチ 5分2R
○  瀧本美咲 vs.  エイミー・デイビス ×
2R終了 判定2-1（20-19、20-20（デイビス）、19-19（瀧本））
第14試合 VALKYRIE提供試合 無差別級ワンマッチ 3分3R
○  中井りん vs.  HARI ×
1R 2:09 アームロック
第15試合 SRCレディースルール 61.0kg契約ワンマッチ 5分2R
○  赤野仁美 vs.  ロクサン・モダフェリ ×
不戦勝（ドクターストップ）
第16試合 SRC16 SRCバンタム級ASIAトーナメント2010 準決勝 5分2R
○  清水俊一 vs.  井上学 ×
2R終了 判定3-0（20-20（清水）、19-19（清水）、20-19）
第17試合 SRC16 SRCバンタム級ASIAトーナメント2010 準決勝 5分2R
○  中原太陽 vs.  田村彰敏 ×
1R 2:07 失格（ローブロー）
第18試合 SRC16 SRCヘビー級ワンマッチ 5分3R
○  デイブ・ハーマン vs.  中尾"KISS"芳広 ×
3R終了 判定3-0（30-28、30-27、30-27）
第19試合 SRC16 SRCミドル級ワンマッチ 5分3R
○  マメッド・ハリドヴ vs.  佐々木有生 ×
1R 2:22 TKO（レフェリーストップ：パウンド）
第20試合 SRC16 SRCライト級ワンマッチ 5分3R
○  ジャダンバ・ナラントンガラグ vs.  横田一則 ×
1R 2:03 KO（左フック）
第21試合 SRC16 SRCウェルター級グランプリシリーズ2010 決勝戦 5分3R
○  中村K太郎 vs.  Yasubei榎本 ×
2R 3:48 チョークスリーパー
※中村がグランプリ優勝。
第22試合 SRC vs. DREAM 交流戦 ライト級ワンマッチ 5分3R
○  真騎士 vs.  パーキー ×
3R終了 判定3-0（29-29（真騎士）、30-30（真騎士）、29-29（真騎士））
第23試合 SRC vs. DREAM 交流戦 ウェルター級ワンマッチ 5分3R
○  奥野"轟天"泰舗 vs.  長南亮 ×
1R 0:19 KO（右フック）
第24試合 SRC vs. DREAM 交流戦 フェザー級ワンマッチ 5分3R
○  前田吉朗 vs.  金原正徳 ×
1R 1:27 TKO（レフェリーストップ：スタンドパンチ連打）
第25試合 戦極 Soul of Fightスペシャルマッチ SRCレディースルール 53.5kg契約 5分3R
○  藤井惠 vs.  藤野恵実 ×
3R終了 判定3-0（30-29、30-27、30-28）
第26試合 戦極 Soul of Fightスペシャルマッチ 戦極キックボクシングルール 70.0kg契約 3分3R
○ ブアカーオ・ポー.プラムック vs.  中島弘貴×
3R終了 判定3-0（30-28、30-27、30-28）
第27試合 戦極 Soul of Fightスペシャルマッチ SRCミドル級ワンマッチ 5分3R
○  三崎和雄 vs.  マイク・シール ×
1R 1:15 TKO（レフェリーストップ：バックマウントパンチ）
第28試合 SRC16 SRCフェザー級チャンピオンシップ 5分5R
○  日沖発 vs.  マルロン・サンドロ ×
5R終了 判定3-0（49-47、48-47、50-43）
※日沖が王座獲得に成功。

## 放送
15：00までを第一部、15：00以降（SRC16・スペシャルマッチ）を第二部に分け、第一部はFIGHTING TV サムライ（スカパー!e2はch804「サムライ2シリーズ」）、第二部はスカチャン（スカパー!HDはch191、スカパー!SDはch162、スカパー!e2はch801）で生中継した（リレー放送）。第一部は無料放送、第二部は3,150円のPPV。
スカチャンの解説は郷野聡寛、武田幸三。